# Загороднюк Андрій Павлович
Андрій Павлович Загороднюк (нар. 5 грудня 1976, Київ) — з 29 серпня 2019 по 4 березня 2020 рік 15-й Міністр оборони України. Український підприємець, з 2014 волонтер, з 2015 керівник, а потім член проєктного офісу реформ при Міністерстві Оборони України, з 9 липня до 29 серпня 2019 член наглядової ради «Укроборонпрому». З 5 липня до 6 вересня 2019 був радником Президента України (поза штатом) Володимира Зеленського.

## Життєпис
Згідно із біографією на сайті компанії Discovery Drilling Equipment, яку Андрій очолює, має диплом з відзнакою Оксфордського університету (фінанси) і диплом права Київського національного університету.
З 2005 очолює компанію Discovery Drilling Equipment (Пошукове бурове устаткування) і є, імовірно, її власником. Історія цього бізнесу почалася з того, що він з партнерами викупив вмираючий завод з виробництва бурових установок «Металіст» у Стрию і після вкладення інвестицій у сумі $20 млн та оновлення кадрів на 95 % із залученням півсотні західних фахівців вивів це підприємство на такий рівень, що їхні бурові установки стала купувати компанія British Petroleum.
З початком російської збройної агресії на Донбасі очолювана Загороднюком компанія поставляла українським військам буржуйки і машини швидкої допомоги, перероблених із броньованих інкасаторських машин. 2015 він очолив проєктний офіс реформ при Міністерстві Оборони України і перебував на цій посаді до 2017 року.
- З 26 червня 2018 він є членом Проєктного офісу реформ Міністерства оборони України[5].
- З 5 липня до 6 вересня 2019 він був радником Президента України (поза штатом) Володимира Зеленського[6][7].
- З 9 липня до 29 серпня 2019 був членом Наглядової Ради Укроборонпрому[8][9].

29 серпня 2019-го до 4 березня 2020 року виконував обов'язки Міністра оборони України. Член РНБО з 6 вересня 2019 року до 13 березня 2020 року.

## Родинні зв'язки
Батько Андрія Загороднюка Павло Загороднюк з 1991 є керівником і, з певного моменту, також власником концерну «Nadra Group». Павло Загороднюк є членом правління Укрнафти. Дружина — Аліна Свідерська.